# Storia della Costa d'Avorio
Non si sa molto della storia della Costa d'Avorio nel periodo precedente l'arrivo delle navi europee, i primi contatti avvennero nel 1637 quando alcuni missionari francesi approdarono nei pressi di Assinie vicino al confine con la Costa d'Oro (attuale Ghana).

## Epoca precoloniale
Il gruppo etnico principale vi giunse in epoca abbastanza recente, dalle zone vicine: il popolo Kru migrò dalla Liberia attorno al 1600; i Senoufo e i Lubi vi giunsero scendendo verso sud dal Burkina Faso e dal Mali. Bisogna aspettare il XVIII e XIX secolo perché vi giungesse anche il popolo Akan, inclusi i Baoulé, che emigrarono dal Ghana nell'area orientale del paese, insieme ai Malinké, migrati nello stesso periodo dalla Guinea verso il nordovest della Costa d'Avorio. In confronto con il confinante Ghana, la Costa d'Avorio non ha sofferto molto del traffico di schiavi. Le navi dei mercanti di schiavi preferivano altre zone lungo la costa che offrivano approdi migliori.

## Inizi del colonialismo europeo in Africa
La storia degli imperi coloniali è dominata da due periodi fondamentali. Il primo periodo inizia alla fine del Quattrocento e si chiude alla fine del Settecento, il secondo si apre all'alba del XIX secolo e si prolunga fino al 1950. Il primo è caratterizzato da tentativi di espansione commerciale: dall'oltremare si importano merci di grande valore (oro, pietre preziose, spezie e schiavi) in quanto i costi di trasporto sono molto alti. La seconda fase invece prende piede con la rivoluzione industriale che abbassa i costi di trasporto e aumenta il consumo di materie prime.
Fino al 1880, l'Inghilterra è dominatrice assoluta della corsa coloniale, seguita dai Paesi Bassi e dalla Francia.
Dopo il 1880, la rivalità fra le potenze coloniali acquisisce una nuova dimensione, dopo la comparsa di nuovi concorrenti (Germania, Italia, Stati Uniti, Belgio e Giappone).
La colonizzazione si estende dall'Africa subsahariana, ultima regione a subire l'espansione territoriale europea.
La conquista dell'Africa nera, terminata intorno al 1913, segna, in pratica, la fine della spartizione della Terra.
All'alba dell'era industriale, la colonizzazione interessa il 18% delle terre emerse e circa il 3% della popolazione.
Intorno al 1938, momento del suo apogeo, s'impone sul 42% delle superfici e sul 32% degli abitanti del pianeta.
L'esplorazione dell'Africa inizia nel ‘400, quando gli Europei cercano una via alternativa per le Indie, da dove importavano le spezie.
Questo commercio, prima della conquista ottomana della Terra Santa, era in mano a mercanti italiani (in particolare genovesi).
Così nel 1400, alcuni navigatori italiani, e poi portoghesi, cominciarono a esplorare la costa occidentale dell'Africa.
Nel 1498, Vasco de Gama doppia il capo di Buona Speranza, aprendo quindi una via marittima diretta tra l'Europa e le Indie.
Progressivamente gli Europei esplorano le coste dell'Africa e risalgono i grandi fiumi dove trovano mercati d'oro, pietre preziose, schiavi, avorio e caffè.
Fino al XIX secolo, il continente africano presentava solo forme di colonialismo commerciale diffuso lungo le coste.
Dal XIX secolo inizia il colonialismo moderno, voluto allo sfruttamento delle risorse dei paesi colonizzati.
Ebbe inizio così la corsa alle colonie in Africa: le potenze europee (soprattutto Gran Bretagna e Francia) inviano militari per occupare i vasti territori africani nell'entroterra.
Questi territori, secondo gli europei, formalmente non appartenevano a nessuno e venivano occupati sia con la forza, si con la diplomazia, con trattati coi capi delle tribù africane che in questa maniera cedevano sovranità alle potenze europee.

## Inizi del colonialismo europeo in Costa d'Avorio
I portoghesi, seguiti da olandesi e francesi, iniziarono a commerciare con l'Africa occidentale nel Cinquecento, ma la scarsità di porti naturali della Costa d'Avorio impedì una colonizzazione europea del suo territorio.
L'unico commercio che si sviluppò nel Seicento fu quello dell'avorio, che condusse gli elefanti della zona all'estinzione, tanto che questo commercio all'inizio del Settecento cessò del tutto.
A metà dell'Ottocento i Francesi istituirono i primi avamposti di Assinie e Grand-Bassam, stipulando dei trattati con i capi locali ai quali pagavano un dazio per l'uso della terra.
La sconfitta della Francia nella guerra franco-prussiana (nel 1871) costrinse i francesi a ritirare le loro guarigioni militari dai loro avamposti nell'Africa occidentale, lasciandovi solo le comunità di mercanti.
L'avamposto di Grand-Bassam fu affidato ad un armatore di Marsiglia, Arthur Verdier, che nel 1878 divenne il ministro residente (agente diplomatico) francese nella regione, col compito di restaurare i presidi militari per proteggere le installazioni commerciali.
Nel 1884, Francia e Germania organizzarono una conferenza a Berlino per regolare la “corsa alle colonie” in Africa.
Nel 1886 la Francia procedette all'occupazione effettiva della Costa d'Avorio (chiamata in francese Côte-d'Ivoire).
L'anno dopo il tenente Louis Gustav Binger, intraprese un viaggio d'esplorazione di due anni all'interno della Costa d'Avorio.
Durante questo viaggio, egli negoziò quattro trattati con capi locali della Costa d'Avorio e nello stesso anno un suo agente (Laplène) negoziò altri cinque trattati che estesero l'influenza francese su tutto il paese fino al bacino del Niger.
Nel 1889 anche la Gran Bretagna riconobbe la sovranità francese su quest'area e la Francia promosse Laplène a governatore del territorio.
Nel 1893 la Costa d'Avorio fu proclamata una colonia francese e Binger, già capitano, fu nominato governatore.
La capitale della colonia fu Grand-Bassam, successivamente trasferita a Bingerville, dal 1893 al 1896.
Abidjan iniziò a svilupparsi e negli anni '30 diventò la città più importante della colonia.
Accordi con la Liberia nel 1892 e con la Gran Bretagna nel 1893 permisero di fissare i confini occidentali e orientali della colonia, ma i confini settentrionali non furono fissati fino al 1947 perché i francesi speravano di annettere parti dell'Alto-Volta (attuale Burkina Faso) e del Sudan francese (attuale Mali) alla colonia della Costa d'Avorio.
Il 10 marzo 1893 la Costa d'Avorio diventò colonia francese.
Binger cominciò una serie di campagne militari contro Samory Turé, fondatore dell'impero Luassdu che resistette ai francesi nell'Africa occidentale dal 1882 fino alla cattura nel 1898.
Samory Turé importava armi da fuoco moderne dalla colonia britannica della Sierra Leone.
La conquista delle miniere d'oro di Buè (poste tra Mali e Guinea) gli permise di formare un esercito moderno con più di 30.000 soldati, organizzati su modello europeo.
I francesi riuscirono a catturarlo solo nel 1898 e a pacificare la regione.

## Colonizzazione francese
La Francia si interessò alla Costa d'Avorio intorno al 1840, persuadendo i capi locali a dare il monopolio dei commerci lungo la costa ai mercanti francesi. Successivamente, i francesi costruirono delle basi navali per tenere lontano gli altri mercanti e iniziarono una conquista sistematica dell'interno. L'occupazione fu ottenuta soltanto intorno al 1890 dopo una lunga guerra contro i Mandingo, originari per lo più del Gambia.Tra il 1900 e il 1911, la popolazione ivoriana fu vittima di un genocidio, riducendosi da 1,5 milioni a 160.000, a causa della schiavitù imposta dal colonialismo francese. La resistenza armata da parte dei Baoulé e di altri gruppi dell'est continuò fino al 1917.
I francesi avevano un obiettivo prevalente: stimolare la produzione di generi per l'esportazione. In breve tempo furono avviate lungo la costa delle piantagioni per la produzione di caffè, cacao e olio di palma. La Costa d'Avorio divenne l'unico paese dell'Africa Occidentale con una apprezzabile popolazione di coloni; altrove, in Africa occidentale e centrale, i francesi e gli inglesi erano essenzialmente dei burocrati. Di conseguenza, un terzo delle piantagioni di cacao, caffè e banane erano nelle mani di cittadini francesi e un odiato sistema di lavoro forzato divenne la spina dorsale dell'economia.
Nel 1900 i francesi introdussero la tassa del testatico, col che poterono iniziare una serie di lavori pubblici nella colonia. 
Durante la seconda guerra mondiale (1943) tutte le colonie dell'Africa occidentale passarono al potere di Charles de Gaulle.
Fino al 1958, Parigi amministrava la Costa d'Avorio, nominandovi i propri governatori.
Nel dicembre 1958, dopo un referendum, la Costa d'Avorio proclamò l'indipendenza.

## L'indipendenza
Félix Houphouët-Boigny, figlio di un capo Baoulé, era destinato a diventare l'artefice dell'indipendenza della Costa d'Avorio. Nel 1944 fondò il primo sindacato agricolo dei coltivatori di cacao come lui. Irritati dal fatto che la politica coloniale favorisse i proprietari di piantagioni francesi, i coltivatori si unirono per reclutare lavoratori migranti per le loro aziende. Houphouët-Boigny assunse in breve un ruolo di rilievo e dopo solo un anno venne eletto al parlamento francese. Un anno dopo la Francia abolì il lavoro forzato. Man mano che Houphouët-Boigny iniziò ad apprezzare il potere e il denaro della sua nuova posizione, divenne più amichevole nei confronti dei francesi, e lasciò gradualmente cadere le rivendicazioni più radicali. La Francia lo ricompensò facendolo diventare il primo africano a diventare ministro in un governo europeo.
Al momento della indipendenza della Costa d'Avorio nel 1960, il Paese era nettamente il più prospero dell'Africa Occidentale Francese, da qui proveniva infatti oltre il 40% delle esportazioni totali della regione. Quando Houphouët-Boigny divenne il primo presidente della Costa d'Avorio, il suo esecutivo assicurò ai coltivatori prezzi elevati per stimolare ulteriormente la produzione. La produzione di caffè aumentò in modo significativo lanciando la Costa d'Avorio al terzo posto come volume totale esportato dopo Brasile e Colombia. Per il cacao avvenne lo stesso: già nel 1979 il Paese ne era il maggiore produttore mondiale, diventando ben presto anche il maggior esportatore africano di ananas e olio di palma. Tecnici francesi avevano pilotato da dietro le quinte questo programma, noto come il "miracolo ivoriano". Se nel resto dell'Africa gli europei venivano espulsi a seguito dei processi di indipendenza, in Costa d'Avorio al contrario aumentavano vistosamente. La comunità francese crebbe da 10000 a 50000 unità, la maggior parte dei quali insegnanti e consiglieri. Per 20 anni l'economia mantenne un tasso annuo di crescita di quasi il 10%: il maggiore fra i paesi africani non esportatori di petrolio.

## Il governo di Houphouët-Boigny

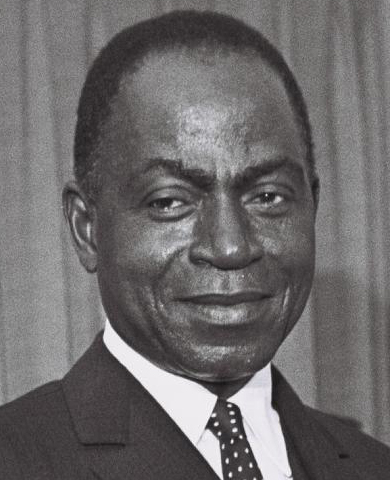
Félix Houphouët-Boigny.

Houphouët-Boigny governò con una fermezza definita da alcuni "pugno di ferro" e da altri "metodo paternalistico". La stampa non era indipendente ed era ammesso un unico partito politico. Houphouët-Boigny fu anche il maggior ideatore Africano di progetti faraonici. Fu aspramente criticato per avere utilizzato ingentissime risorse allo scopo di trasformare il suo villaggio, Yamoussoukro, nella nuova capitale. All'inizio degli anni ottanta l'economia ivoriana fu scossa dai contraccolpi della recessione internazionale e dalla siccità locale. Anche a causa del taglio indiscriminato degli alberi da alto fusto e della caduta del prezzo dello zucchero, il debito estero triplicò. L'eco dell'aumento della criminalità ad Abidjan arrivò sino in Europa. Il miracolo era finito.
Nel 1982 Laurent Gbagbo fondò in esilio il Fronte Popolare Ivoriano, ispirandosi al Partito Socialista Francese.
Nel 1990 centinaia di lavoratori civili scioperarono, insieme agli studenti che protestavano contro la corruzione istituzionale. L'agitazione forzò il governo ad accettare la democrazia multipartitica. Houphouët-Boigny divenne sempre più debole e morì nel 1993. Il suo successore fu Henri Konan Bédié.

## Il governo Bédié
Nell'ottobre 1995 Bédié venne confermato alla presidenza con il 96% dei voti contro un'opposizione frammentata e disorganizzata. Il suo governo perse però in breve tempo il sostegno internazionale. Bédié favorì l'aumento della corruzione, causando la diffusione del malcontento anche all'interno dell'esercito. Mandò in prigione diverse centinaia di sostenitori dell'opposizione ma d'altro canto migliorò l'economia, almeno superficialmente, con la diminuzione dell'inflazione e un tentativo di eliminare il debito estero.

### L'ivorianità
Al contrario di Houphouët-Boigny, che fu molto attento nell'evitare ogni forma di conflitto etnico lasciando l'accesso alle posizioni di potere a tutti i cittadini indipendentemente dalla provenienza, Bedié enfatizzò il concetto di "ivorianità" (Ivoirité) tramite il quale escluse dalle elezioni presidenziali Alassane Ouattara, suo principale rivale e candidato dell'opposizione, usando come pretesto le sue presunte origini dal Burkina Faso.
La decisione dell'esclusione di Ouattara infiammò l'opposizione, in gran parte sostenuta dagli Ivoriani del nord. Reagendo all'esclusione del suo candidato migliore, l'opposizione boicottò in maniera massiccia lo scrutinio e denunciò la manovra. Poco dopo, il presidente Bédié allontanava il generale Gueï, capo dell'esercito, dopo che quest'ultimo aveva rifiutato di impegnare le sue truppe contro l'opposizione.
Quattro anni dopo essere stato allontanato, cioè il 24 dicembre 1999, il generale Robert Guéï, alla testa di un gruppo di soldati, rovesciò il governo di Henri Konan Bédié. Accolto come un riparatore dei torti dalla popolazione, il generale Gueï promise di ridurre il crimine e la corruzione; i generali fecero pressioni per introdurre severe misure di austerità economica, e auspicarono una società meno dispendiosa, anche attraverso campagne di sensibilizzazione lungo le strade. L'esercito instaurò il 4 gennaio 2000 un Comitato di Salute Pubblica con il compito di condurre al più presto a libere elezioni nel paese.

## Il governo Gbagbo

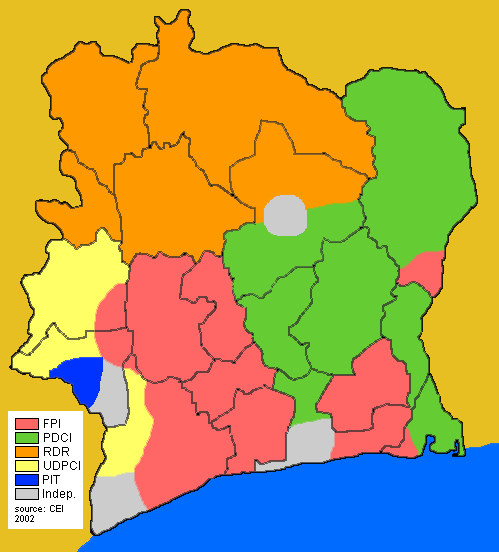
I risultati delle elezioni del 2002

Il 1º agosto 2000 la Costa d'Avorio si dotò di una nuova costituzione, approvata dall'86% degli elettori ivoriani in occasione di un plebiscito popolare condotto nel mese precedente. Grazie alla nuova costituzione, il generale Gueï, su modello del suo predecessore, Henri Konan Bédié, decise a sua volta di invocare il concetto di ivorianità per escludere Alassane Ouattara dalla corsa elettorale per una seconda volta. Il generale Gueï e Laurent Gbagbo, candidato del Fronte Popolare Ivoriano, si trovarono allora ad essere i soli candidati alla presidenza del paese.
L'elezione, tenutasi nell'ottobre del 2000, non fu né pacifica né democratica: la vigilia delle elezioni fu segnata da agitazioni sia tra le file dell'esercito che tra i civili. Il tentativo di brogli elettorali da parte di Guéi portò a un sollevamento popolare, che causò la morte di 180 persone e la sua rapida sostituzione con il vincitore delle elezioni, Gbagbo. Appena eletto, il presidente Gbagbo respinse la legittimità politica di Alassane Ouattara, capo del RDR (raccolta dei repubblicani) scatenando violente proteste nel nord del paese.
Il 19 settembre 2002, truppe di ribelli provenienti dal nord guadagnarono il controllo di gran parte del paese. L'ex presidente Guéi rimase ucciso nei combattimenti. Una prima tregua con i ribelli, che godevano del pieno appoggio della popolazione del nord, prevalentemente musulmana, si rivelò di breve durata e ripresero i combattimenti per conquistare le principali zone di coltivazione del cacao. La Francia inviò delle truppe per il rispetto dei confini della tregua; milizie irregolari, comprendenti signori della guerra e combattenti provenienti dalla Liberia e dalla Sierra Leone, approfittarono della crisi per impossessarsi di parte delle regioni occidentali.
Nel gennaio 2003, il presidente Gbagbo e i capi dei ribelli firmarono degli accordi per la creazione di un governo di unità nazionale. Il coprifuoco fu tolto e le truppe francesi ripulirono il confine occidentale del paese, che era fuori controllo. Ma i problemi centrali rimasero e nessuna delle due fazioni riuscì a realizzare i propri obiettivi.
Da allora, il governo di unità nazionale si è dimostrato estremamente instabile. Nel marzo 2004, 120 persone furono uccise durante un raduno dell'opposizione. Un rapporto sull'accaduto concluse che le uccisioni erano state premeditate. Nonostante i mediatori delle Nazioni Unite fossero sul posto, le relazioni tra Gbagbo e l'opposizione continuarono a deteriorarsi.

## Le elezioni del 2010
Il 31 ottobre 2010 si sono svolte nuove elezioni presidenziali: tra i candidati vi erano Alassane Ouattara, candidato del Raggruppamento dei Repubblicani, e Laurent Gbagbo, candidato del Fronte Popolare Ivoriano, che ottennero al primo turno rispettivamente il 32,08% e il 38,02%. Il 28 novembre si è svolto il ballottaggio, al termine del quale la Commissione elettorale indipendente ha dichiarato vincitore Alassane Ouattara con il 54,10% dei voti. Gbagbo, contestando il risultato a lui avverso, non ha lasciato la Presidenza nonostante le innumerevoli pressioni provenienti anche dall'estero. Con il fallimento di tutte le trattative diplomatiche si è così giunti ad un nuovo sanguinoso scontro tra opposte fazioni che ha percorso tutto il paese. Dopo l'intervento di truppe francesi (su mandato ONU a seguito della risoluzione 1975 votata quasi all'unanimità), l'11 aprile 2011 Gbagbo viene arrestato e consegnato alla Corte Penale Internazionale dove è detenuto con l'accusa di crimini contro l'umanità.

Lo stesso giorno il Consiglio Costituzionale proclama Alassane Ouattara nuovo Presidente della Costa d'Avorio. Gbagbo è stato poi assolto da tutte le accuse nel gennaio del 2019, assoluzione poi confermata alla Corte Penale Internazionale nel 2021, permettendogli così il rientro in Costa d'Avorio.